# Mittenothamnium substriatum
Mittenothamnium substriatum är en bladmossart som beskrevs av Jules Cardot 1913. Mittenothamnium substriatum ingår i släktet Mittenothamnium och familjen Hypnaceae. Inga underarter finns listade i Catalogue of Life.